# جون كيني (فيلسوف)
جون كيني (بالإنجليزية: John Keane)‏ هو فيلسوف أسترالي وبريطاني، ولد في 3 فبراير 1949 في إنجلترا في المملكة المتحدة.